# اوکارومپا

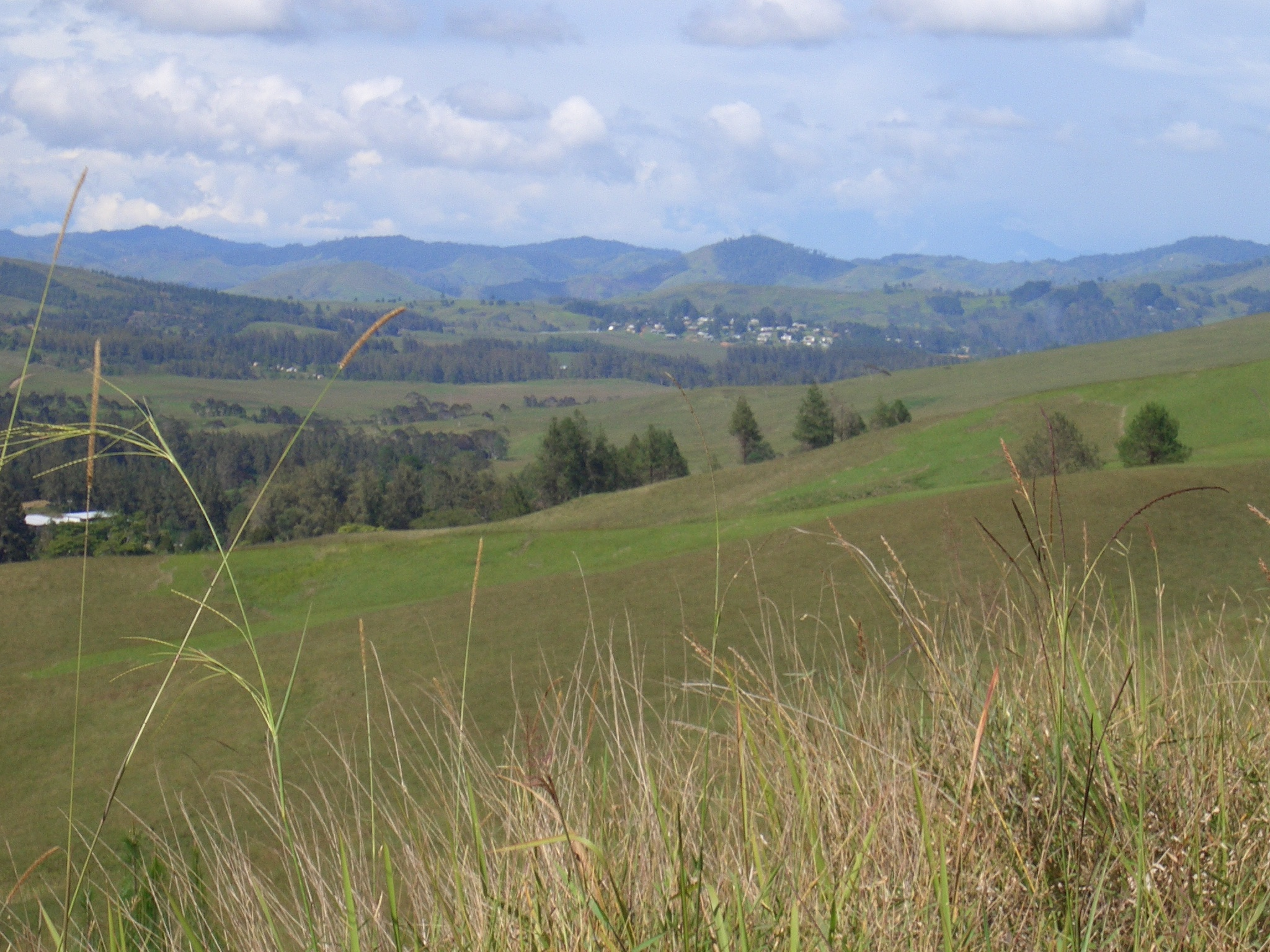
چشم اندازی از اوکارومپا.

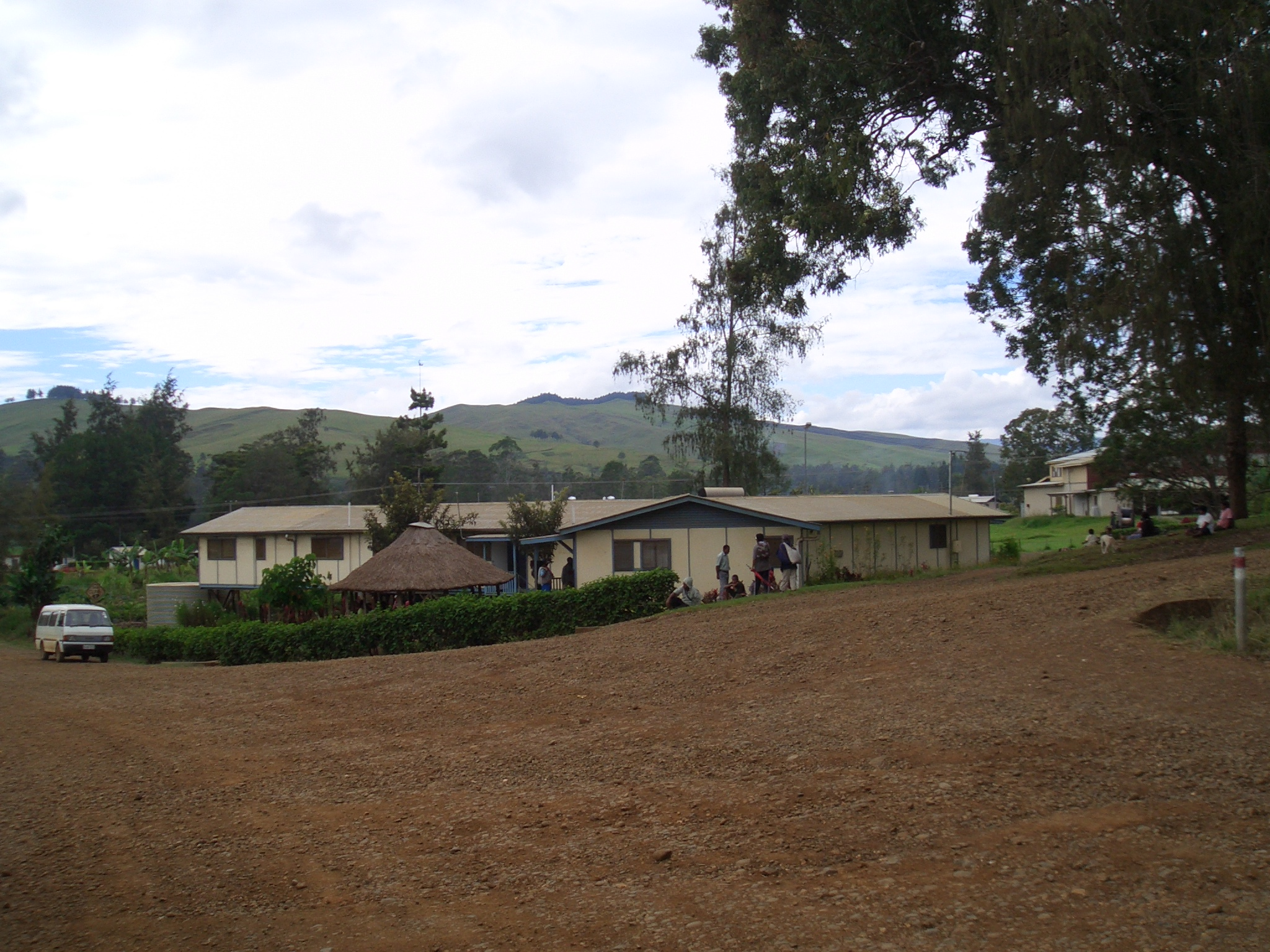
کلینیک پزشکی اوکارومپا.

اوکارومپا یکی از شهرهای استان ارتفاعات شرقی، واقع در کشور پاپوآ گینه نو است.